# 신정 (춘추)
신정(申棖, ? ~ ?)은 중국 춘추 시대의 사상가 공자의 제자이다. 예로부터 《사기》에 공자의 제자로 이름만 기록된 신당(申黨)과 동일인물로 여겨지고 있는데, 이를 따르면 자는 주(周)이며 노나라 사람이다.

## 행적
어느 날, 공자는 자신은 이제껏 강직한 자를 본 적이 없다고 말하였다. 이에 어떤 제자가 신정을 이야기하니, 공자는 답하였다.
| “ | 신정은 욕심이 많은데, 어찌 강직하다고 할 수 있겠느냐? | ” |

## 출전
- 공자, 《논어》 공야장 11
- 사마천, 《사기》 권67 중니제자열전